# Richea
Richea es un género con 29 especies de plantas fanerógamas perteneciente a la familia Ericaceae.

## Taxonomía
El género  fue descrito por Robert Brown y publicado en Prodromus Florae Novae Hollandiae 555. 1810. La especie tipo es: Richea dracophylla R. Br. 

## Especies seleccionadas
- Richea acerosa
- Richea africana
- Richea afzelia
- Richea alpina
- Richea angustifolia
- Richea continentis
- Richea curtisiae
- Richea pandanifolia